# Godfrey Bewicke-Copley, 7. Baron Cromwell

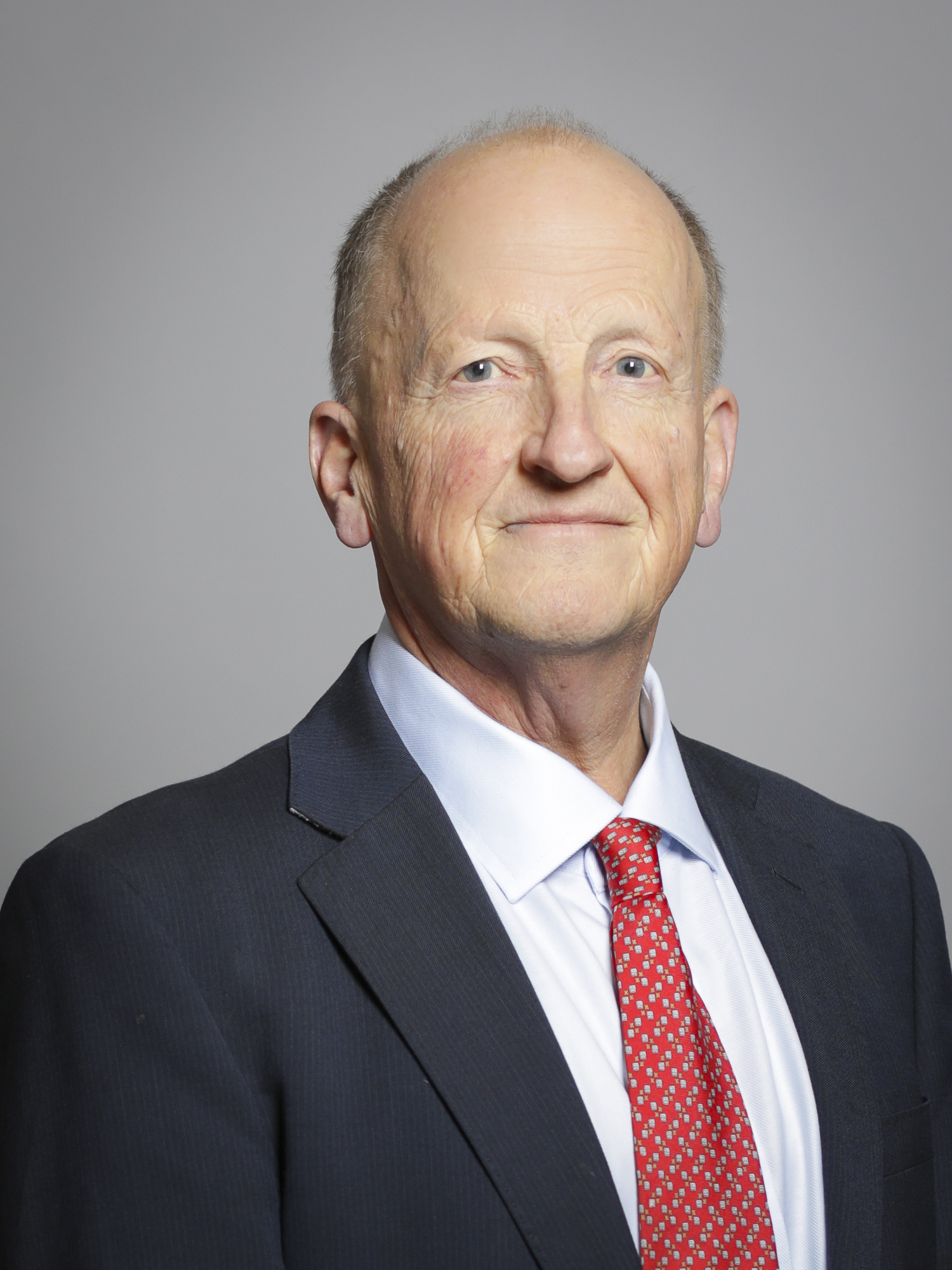
Godfrey Bewicke-Copley, 7. Baron Cromwell

Godfrey John Bewicke-Copley, 7. Baron Cromwell (* 4. März 1960) ist ein englischer Adliger und Mitglied des House of Lords.

## Herkunft und familiäres Umfeld
Er stammte in weiblicher Linie von Ralph de Cromwell, 1. Baron Cromwell ab, der im Jahre 1375 einen Writ of Summons von König Eduard III. erhielt und damit als erblicher Peer in das House of Lords berufen wurde. Da damit für ihn eine sogenannte Barony by writ geschaffen wurde, die auch in weiblicher Linie vererbt werden konnte, ging der Titel bei Ausbleiben männlicher Erben auf die weiblichen Nachkommen über, grundsätzlich aber nur, wenn nur ein weiblicher Erbe eines Titelträgers vorhanden war. Gab es mehrere weibliche Erbberechtigte, ruhte der Titel (fiel in abeyance), bis entweder nur noch ein erbberechtigter Nachkomme des letzten Titelträgers vorhanden war oder die Krone einen aus mehreren Anwärtern aussuchte und ihm den Titel zusprach (call out of abeyance). Dieser Fall trat nach dem frühen Aussterben der männlichen Linie Anfang des 15. Jahrhunderts erst 1923 ein, als die Familie Bewicke-Copley als Nachkommen einer Tochter des 1. Barons Cromwell der Titel zugesprochen wurde. Im Besitz dieser Familie befindet sich der Titel seitdem.

## Leben des gegenwärtigen Titelträgers
Der spätere 7. Baron Cromwell wurde am 4. März 1960 als Sohn des David Bewicke-Copley, 6. Baron Cromwell und der Vivian Lisle-Panfold geboren. Im Jahre 1982 folgte er seinem Vater nach dessen Tod und wurde damit Mitglied des House of Lords. Vorher hatte er seine Erziehung in Eton erhalten. Danach studierte er am Selwyn-College in Cambridge. 1982 erlangte er den Grad eines Bachelors of Arts, 1986 den Abschluss als Master of Arts. Mit der Reform des britischen Oberhauses verlor er 1999 seinen Sitz im Oberhaus, da er nicht zu den 92 gewählten erblichen Peers gehörte, die weiterhin ihren Sitz im House of Lords behalten konnten. Am 9. April 2014 wurde er für den durch den Tod Lord Morans freigewordenen Sitz für erbliche Peers nachgewählt. Bei der Wahl für die Nachbesetzung des freigewordenen Sitzes hatte er mit 13 Stimmen eine Stimme mehr als der zweitplatzierte Lord Russel of Liverpool erhalten. Seitdem gehört er zu den Unabhängigen, den sogenannten Crossbenchern, im Oberhaus.

## Ehe und Nachkommen
Verheiratet ist er seit 1990 mit Elizabeth Hawksley. Mit ihr hat er drei Söhne und eine Tochter:
- Helen Tatiana Bewicke-Copley (* 1995)
- David Godfrey Bewicke-Copley (* 1997)
- John William Bewicke-Copley (* 2000)
- Ralph Thomas Bewicke-Copley (* 2000)